# Patrick Duncan
Patrick Duncan (né le 21 décembre 1870 à Fortrie, en Écosse, et décédé le 17 juillet 1943 à Pretoria, en Afrique du Sud) est un homme politique anglo-sud-africain. Ministre de l’intérieur de l'Union d'Afrique du Sud entre 1921 et 1924, il exerce la charge de Gouverneur général du dominion entre 1937 et 1943.